# Daisy Jelley
Daisy Francesca Jelley (* 4. April 2000 in England) ist eine britische Schauspielerin und Webvideoproduzentin.

## Leben und Karriere
Jelley wuchs in Walton-on-Thames auf. Ihre Mutter ist Friseurin. Sie hat eine Schwester und einen Bruder. Jelley besuchte die Three Rivers Academy. Danach war sie an der Hurtwood House.
Ihr Debüt gab sie 2010 in dem Kurzfilm Better Get Better. 2013 nahm sie im Alter von 13 Jahren an der Clothes Show Live von Select Model Management teil. Anschließend bekam sie 2023 in dem Film How to Have Sex eine Hauptrolle. Im selben Jahr trat sie in einer Episode in London Kills auf. Außerdem war sie 2024 in Date mich Billy Walsh! zu sehen. Unter anderem spielte Jelley in der Serie Geek Girl mit.
Seit 2019 dreht sie auf TikTok Videos.

## Filmografie
Filme
- 2010: Better Get Better
- 2023: How to Have Sex
- 2024: Date mich Billy Walsh!
- 2024: Marked Men
- 2025: Marked Men: Rule + Shaw

Serien
- 2023: London Kills
- 2024: The Faceless Lady
- 2024: Geek Girl